# Gran Premio di superbike di Montmelò 2020
Il Gran Premio di superbike di Montmelò 2020 è stato la sesta prova del mondiale superbike del 2020. Nello stesso fine settimana si sono corsi la sesta prova del campionato mondiale Supersport e la quinta prova del campionato mondiale Supersport 300.
I risultati delle gare hanno visto vincere, per quel che concerne il mondiale Superbike: Jonathan Rea in gara 1, Michael van der Mark in gara Superspole e Chaz Davies in gara 2.
Le gare del mondiale Supersport sono state vinte da: Andy Verdoïa in gara 1, e Andrea Locatelli in gara 2, mentre quelle del mondiale Supersport 300 sono andate a Tom Booth-Amos in gara 1 e Yuta Okaya in gara 2.
Per Verdoïa si tratta della prima vittoria in carriera nel mondiale supersport. Con i risultati acquisiti al termine di questa prova, il pilota italiano Andrea Locatelli si laurea campione del mondo della Supersport.

## Superbike gara 1

### Arrivati al traguardo
| Pos. | Nº | Pilota                | Squadra                     | Motocicletta         | Giri | Tempo     | Griglia | Punti |
| ---- | -- | --------------------- | --------------------------- | -------------------- | ---- | --------- | ------- | ----- |
| 1º   | 1  | Jonathan Rea          | Kawasaki Racing             | Kawasaki ZX-10RR     | 20   | 34'34.245 | 1º      | 25    |
| 2º   | 45 | Scott Redding         | Aruba.it Racing - Ducati    | Ducati Panigale V4 R | 20   | +2.625    | 7º      | 20    |
| 3º   | 7  | Chaz Davies           | Aruba.it Racing - Ducati    | Ducati Panigale V4 R | 20   | +4.459    | 11º     | 16    |
| 4º   | 60 | Michael van der Mark  | Pata Yamaha                 | Yamaha YZF R1        | 20   | +6.078    | 5º      | 13    |
| 5º   | 19 | Álvaro Bautista       | Team HRC                    | Honda CBR1000RR-R    | 20   | +6.989    | 3º      | 11    |
| 6º   | 54 | Toprak Razgatlıoğlu   | Pata Yamaha                 | Yamaha YZF R1        | 20   | +8.770    | 2º      | 10    |
| 7º   | 21 | Michael Ruben Rinaldi | Team GoEleven               | Ducati Panigale V4 R | 20   | +11.676   | 6º      | 9     |
| 8º   | 31 | Garrett Gerloff       | GRT Yamaha                  | Yamaha YZF R1        | 20   | +15.639   | 15º     | 8     |
| 9º   | 22 | Alex Lowes            | Kawasaki Racing             | Kawasaki ZX-10RR     | 20   | +18.128   | 8º      | 7     |
| 10º  | 91 | Leon Haslam           | Team HRC                    | Honda CBR1000RR-R    | 20   | +22.344   | 10º     | 6     |
| 11º  | 50 | Eugene Laverty        | BMW Motorrad                | BMW S1000 RR         | 20   | +22.460   | 12º     | 5     |
| 12º  | 94 | Jonas Folger          | Bonovo Action by MGM Racing | Yamaha YZF R1        | 20   | +22.934   | 21º     | 4     |
| 13º  | 12 | Javier Forés          | Kawasaki Puccetti Racing    | Kawasaki ZX-10RR     | 20   | +25.428   | 14º     | 3     |
| 14º  | 76 | Loris Baz             | Ten Kate Racing Yamaha      | Yamaha YZF R1        | 20   | +26.083   | 9º      | 2     |
| 15º  | 64 | Federico Caricasulo   | GRT Yamaha                  | Yamaha YZF R1        | 20   | +31.880   | 13º     | 1     |
| 16º  | 97 | Samuele Cavalieri     | Barni Racing                | Ducati Panigale V4 R | 20   | +37.361   | 17º     |       |
| 17º  | 87 | Lorenzo Zanetti       | Motocorsa Racing            | Ducati Panigale V4 R | 20   | +40.668   | 18º     |       |
| 18º  | 20 | Sylvain Barrier       | Brixx Performance           | Ducati Panigale V4 R | 20   | +48.001   | 16º     |       |
| 19º  | 13 | Takumi Takahashi      | MIE Racing Honda            | Honda CBR1000RR-R    | 20   | +55.793   | 19º     |       |
| 20º  | 53 | Valentin Debise       | Outdo Kawasaki TPR          | Kawasaki ZX-10RR     | 20   | +1'02.531 | 20º     |       |

### Ritirato
| Nº | Pilota    | Squadra      | Motocicletta | Giri | Griglia |
| -- | --------- | ------------ | ------------ | ---- | ------- |
| 66 | Tom Sykes | BMW Motorrad | BMW S1000 RR | 6    | 4º      |

## Superbike gara Superpole

### Arrivati al traguardo
| Pos. | Nº | Pilota                | Squadra                     | Motocicletta         | Giri | Tempo     | Griglia | Punti |
| ---- | -- | --------------------- | --------------------------- | -------------------- | ---- | --------- | ------- | ----- |
| 1º   | 60 | Michael van der Mark  | Pata Yamaha                 | Yamaha YZF R1        | 10   | 17'07.732 | 4º      | 12    |
| 2º   | 1  | Jonathan Rea          | Kawasaki Racing             | Kawasaki ZX-10RR     | 10   | +2.372    | 1º      | 9     |
| 3º   | 76 | Loris Baz             | Ten Kate Racing Yamaha      | Yamaha YZF R1        | 10   | +2.923    | 8º      | 7     |
| 4º   | 7  | Chaz Davies           | Aruba.it Racing – Ducati    | Ducati Panigale V4 R | 10   | +3.929    | 10º     | 6     |
| 5º   | 31 | Garrett Gerloff       | GRT Yamaha                  | Yamaha YZF R1        | 10   | +3.985    | 14º     | 5     |
| 6º   | 21 | Michael Ruben Rinaldi | Team GoEleven               | Ducati Panigale V4 R | 10   | +6.487    | 5º      | 4     |
| 7º   | 22 | Alex Lowes            | Kawasaki Racing             | Kawasaki ZX-10RR     | 10   | +7.688    | 7º      | 3     |
| 8º   | 45 | Scott Redding         | Aruba.it Racing - Ducati    | Ducati Panigale V4 R | 10   | +8.573    | 6º      | 2     |
| 9º   | 66 | Tom Sykes             | BMW Motorrad                | BMW S1000 RR         | 10   | +10.071   | 3º      | 1     |
| 10º  | 94 | Jonas Folger          | Bonovo Action by MGM Racing | Yamaha YZF R1        | 10   | +12.709   | 20º     |       |
| 11º  | 50 | Eugene Laverty        | BMW Motorrad                | BMW S1000 RR         | 10   | +12.713   | 11º     |       |
| 12º  | 12 | Javier Forés          | Kawasaki Puccetti Racing    | Kawasaki ZX-10RR     | 10   | +13.027   | 13º     |       |
| 13º  | 87 | Lorenzo Zanetti       | Motocorsa Racing            | Ducati Panigale V4 R | 10   | +21.781   | 17º     |       |
| 14º  | 53 | Valentin Debise       | Outdo Kawasaki TPR          | Kawasaki ZX-10RR     | 10   | +21.922   | 19º     |       |
| 15º  | 20 | Sylvain Barrier       | Brixx Performance           | Ducati Panigale V4 R | 10   | +26.909   | 15º     |       |
| 16º  | 13 | Takumi Takahashi      | MIE Racing Honda            | Honda CBR1000RR-R    | 10   | +29.074   | 18º     |       |

### Ritirati
| Nº | Pilota              | Squadra      | Motocicletta         | Giri | Griglia |
| -- | ------------------- | ------------ | -------------------- | ---- | ------- |
| 19 | Álvaro Bautista     | Team HRC     | Honda CBR1000RR-R    | 2    | 2º      |
| 97 | Samuele Cavalieri   | Barni Racing | Ducati Panigale V4 R | 2    | 16º     |
| 91 | Leon Haslam         | Team HRC     | Honda CBR1000RR-R    | 1    | 9º      |
| 64 | Federico Caricasulo | GRT Yamaha   | Yamaha YZF R1        | 1    | 12º     |

## Superbike gara 2

### Arrivati al traguardo
| Pos. | Nº | Pilota               | Squadra                     | Motocicletta         | Giri | Tempo     | Griglia | Punti |
| ---- | -- | -------------------- | --------------------------- | -------------------- | ---- | --------- | ------- | ----- |
| 1º   | 7  | Chaz Davies          | Aruba.it Racing - Ducati    | Ducati Panigale V4 R | 20   | 34'29.729 | 4º      | 25    |
| 2º   | 60 | Michael van der Mark | Pata Yamaha                 | Yamaha YZF R1        | 20   | +2.460    | 1º      | 20    |
| 3º   | 31 | Garrett Gerloff      | GRT Yamaha                  | Yamaha YZF R1        | 20   | +2.559    | 5º      | 16    |
| 4º   | 1  | Jonathan Rea         | Kawasaki Racing             | Kawasaki ZX-10RR     | 20   | +8.040    | 2º      | 13    |
| 5º   | 66 | Tom Sykes            | BMW Motorrad                | BMW S1000 RR         | 20   | +13.196   | 9º      | 11    |
| 6º   | 45 | Scott Redding        | Aruba.it Racing - Ducati    | Ducati Panigale V4 R | 20   | +14.232   | 8º      | 10    |
| 7º   | 50 | Eugene Laverty       | BMW Motorrad                | BMW S1000 RR         | 20   | +16.409   | 12º     | 9     |
| 8º   | 22 | Alex Lowes           | Kawasaki Racing             | Kawasaki ZX-10RR     | 20   | +17.590   | 7º      | 8     |
| 9º   | 91 | Leon Haslam          | Team HRC                    | Honda CBR1000RR-R    | 20   | +18.536   | 11º     | 7     |
| 10º  | 76 | Loris Baz            | Ten Kate Racing Yamaha      | Yamaha YZF R1        | 20   | +20.401   | 3º      | 6     |
| 11º  | 94 | Jonas Folger         | Bonovo Action by MGM Racing | Yamaha YZF R1        | 20   | +20.451   | 19º     | 5     |
| 12º  | 64 | Federico Caricasulo  | GRT Yamaha                  | Yamaha YZF R1        | 20   | +25.414   | 20º     | 4     |
| 13º  | 87 | Lorenzo Zanetti      | Motocorsa Racing            | Ducati Panigale V4 R | 20   | +31.420   | 16º     | 3     |
| 14º  | 13 | Takumi Takahashi     | MIE Racing Honda            | Honda CBR1000RR-R    | 20   | +51.264   | 17º     | 2     |
| 15º  | 12 | Javier Forés         | Kawasaki Puccetti Racing    | Kawasaki ZX-10RR     | 17   | +3 giri   | 13º     | 1     |

### Ritirati
| Nº | Pilota                | Squadra            | Motocicletta         | Giri | Griglia |
| -- | --------------------- | ------------------ | -------------------- | ---- | ------- |
| 21 | Michael Ruben Rinaldi | Team GoEleven      | Ducati Panigale V4 R | 18   | 6º      |
| 53 | Valentin Debise       | Outdo Kawasaki TPR | Kawasaki ZX-10RR     | 15   | 18º     |
| 20 | Sylvain Barrier       | Brixx Performance  | Ducati Panigale V4 R | 15   | 14º     |
| 97 | Samuele Cavalieri     | Barni Racing       | Ducati Panigale V4 R | 3    | 15º     |
| 19 | Álvaro Bautista       | Team HRC           | Honda CBR1000RR-R    | 0    | 10º     |

## Supersport gara 1

### Arrivati al traguardo
| Pos. | Nº | Pilota               | Squadra                       | Motocicletta     | Giri | Tempo     | Griglia | Punti |
| ---- | -- | -------------------- | ----------------------------- | ---------------- | ---- | --------- | ------- | ----- |
| 1º   | 25 | Andy Verdoïa         | bLU cRU WorldSSP by MS Racing | Yamaha YZF R6    | 11   | 21'27.708 | 12º     | 25    |
| 2º   | 44 | Lucas Mahias         | Kawasaki Puccetti Racing      | Kawasaki ZX-6R   | 11   |           | 2º      | 20    |
| 3º   | 11 | Kyle Smith           | GMT94 Yamaha                  | Yamaha YZF R6    | 11   |           | 6º      | 16    |
| 4º   | 55 | Andrea Locatelli     | Bardahl Evan Bros.            | Yamaha YZF R6    | 11   |           | 1º      | 13    |
| 5º   | 34 | Kevin Manfredi       | Altogoo Racing                | Yamaha YZF R6    | 11   |           | 15º     | 11    |
| 6º   | 4  | Steven Odendaal      | EAB Ten Kate Racing           | Yamaha YZF R6    | 11   |           | 10º     | 10    |
| 7º   | 81 | Manuel González      | Kawasaki ParkinGO             | Kawasaki ZX-6R   | 11   |           | 4º      | 9     |
| 8º   | 5  | Philipp Öttl         | Kawasaki Puccetti Racing      | Kawasaki ZX-6R   | 11   |           | 5º      | 8     |
| 9º   | 77 | Miquel Pons          | Dynavolt Honda                | Honda CBR600RR   | 11   |           | 19º     | 7     |
| 10º  | 47 | Axel Bassani         | Soradis Yamaha Motoxracing    | Yamaha YZF R6    | 11   |           | 13º     | 6     |
| 11º  | 84 | Loris Cresson        | Oxxo Yamaha Team Toth         | Yamaha YZF R6    | 11   |           | 20º     | 5     |
| 12º  | 61 | Can Öncü             | Turkish Racing                | Kawasaki ZX-6R   | 10   | +1 giro   | 14º     | 4     |
| 13º  | 38 | Hannes Soomer        | Kallio Racing                 | Yamaha YZF R6    | 10   | +1 giro   | 8º      | 3     |
| 14º  | 3  | Raffaele De Rosa     | MV Agusta Reparto Corse       | MV Agusta F3 675 | 10   | +1 giro   | 26º     | 2     |
| 15º  | 32 | Isaac Viñales        | Kallio Racing                 | Yamaha YZF R6    | 10   | +1 giro   | 7º      | 1     |
| 16º  | 94 | Corentin Perolari    | GMT94 Yamaha                  | Yamaha YZF R6    | 10   | +1 giro   | 3º      |       |
| 17º  | 22 | Federico Fuligni     | MV Agusta Reparto Corse       | MV Agusta F3 675 | 10   | +1 giro   | 25º     |       |
| 18º  | 99 | Daniel Webb          | WRP Wepol Racing              | Yamaha YZF R6    | 10   | +1 giro   | 9º      |       |
| 19º  | 85 | Óscar Gutiérrez      | GMT94 Yamaha                  | Yamaha YZF R6    | 10   | +1 giro   | 11º     |       |
| 20º  | 56 | Péter Sebestyén      | Oxxo Yamaha Team Toth         | Yamaha YZF R6    | 10   | +1 giro   | 16º     |       |
| 21º  | 52 | Patrick Hobelsberger | Dynavolt Honda                | Honda CBR600RR   | 9    | +2 giri   | 18º     |       |
| 22º  | 30 | Glenn van Straalen   | MPM Routz Racing              | Yamaha YZF R6    | 9    | +2 giri   | 24º     |       |
| 23º  | 12 | Álex Ruiz            | Emperador Racing              | Yamaha YZF R6    | 9    | +2 giri   | 21º     |       |
| 24º  | 2  | Luigi Montella       | DK Motorsport                 | Yamaha YZF R6    | 9    | +2 giri   | 23º     |       |

### Ritirati
| Nº | Pilota                | Squadra                       | Motocicletta   | Giri | Griglia |
| -- | --------------------- | ----------------------------- | -------------- | ---- | ------- |
| 57 | Guillem Erill         | Deza-Ismabon Racing           | Kawasaki ZX-6R | 3    | 22º     |
| 9  | Galang Hendra Pratama | bLU cRU WorldSSP by MS Racing | Yamaha YZF R6  | 0    | 17º     |

## Supersport gara 2

### Arrivati al traguardo
| Pos. | Nº | Pilota             | Squadra                       | Motocicletta     | Giri | Tempo     | Griglia | Punti |
| ---- | -- | ------------------ | ----------------------------- | ---------------- | ---- | --------- | ------- | ----- |
| 1º   | 55 | Andrea Locatelli   | Bardahl Evan Bros.            | Yamaha YZF R6    | 17   | 30'11.013 | 1º      | 25    |
| 2º   | 44 | Lucas Mahias       | Kawasaki Puccetti Racing      | Kawasaki ZX-6R   | 17   | +2.159    | 2º      | 20    |
| 3º   | 5  | Philipp Öttl       | Kawasaki Puccetti Racing      | Kawasaki ZX-6R   | 17   | +4.252    | 6º      | 16    |
| 4º   | 3  | Raffaele De Rosa   | MV Agusta Reparto Corse       | MV Agusta F3 675 | 17   | +5.086    | 5º      | 13    |
| 5º   | 4  | Steven Odendaal    | EAB Ten Kate Racing           | Yamaha YZF R6    | 17   | +7.847    | 11º     | 11    |
| 6º   | 32 | Isaac Viñales      | Kallio Racing                 | Yamaha YZF R6    | 17   | +8.195    | 8º      | 10    |
| 7º   | 81 | Manuel González    | Kawasaki ParkinGO             | Kawasaki ZX-6R   | 17   | +9.8453   | 4º      | 9     |
| 8º   | 94 | Corentin Perolari  | GMT94 Yamaha                  | Yamaha YZF R6    | 17   | +10.208   | 3º      | 8     |
| 9º   | 99 | Daniel Webb        | WRP Wepol Racing              | Yamaha YZF R6    | 17   | +12.732   | 10º     | 7     |
| 10º  | 38 | Hannes Soomer      | Kallio Racing                 | Yamaha YZF R6    | 17   | +14.231   | 9º      | 6     |
| 11º  | 56 | Péter Sebestyén    | Oxxo Yamaha Team Toth         | Yamaha YZF R6    | 17   | +15.245   | 17º     | 5     |
| 12º  | 47 | Axel Bassani       | Soradis Yamaha Motoxracing    | Yamaha YZF R6    | 17   | +18.917   | 14º     | 4     |
| 13º  | 34 | Kevin Manfredi     | Altogoo Racing                | Yamaha YZF R6    | 17   | +18.989   | 16º     | 3     |
| 14º  | 25 | Andy Verdoïa       | bLU cRU WorldSSP by MS Racing | Yamaha YZF R6    | 17   | +27.009   | 13º     | 2     |
| 15º  | 84 | Loris Cresson      | Oxxo Yamaha Team Toth         | Yamaha YZF R6    | 17   | +32.532   | 21º     | 1     |
| 16º  | 30 | Glenn van Straalen | MPM Routz Racing              | Yamaha YZF R6    | 17   | +32.576   | 25º     |       |
| 17º  | 77 | Miquel Pons        | Dynavolt Honda                | Honda CBR600RR   | 17   | +32.603   | 20º     |       |
| 18º  | 12 | Álex Ruiz          | Emperador Racing              | Yamaha YZF R6    | 17   | +32.810   | 22º     |       |
| 19º  | 2  | Luigi Montella     | DK Motorsport                 | Yamaha YZF R6    | 17   | +42.222   | 24º     |       |
| 20º  | 57 | Guillem Erill      | Deza-Ismabon Racing           | Kawasaki ZX-6R   | 17   | +55.646   | 23º     |       |

### Ritirati
| Nº | Pilota                | Squadra                       | Motocicletta     | Giri | Griglia |
| -- | --------------------- | ----------------------------- | ---------------- | ---- | ------- |
| 22 | Federico Fuligni      | MV Agusta Reparto Corse       | MV Agusta F3 675 | 15   | 26º     |
| 85 | Óscar Gutiérrez       | GMT94 Yamaha                  | Yamaha YZF R6    | 2    | 12º     |
| 11 | Kyle Smith            | GMT94 Yamaha                  | Yamaha YZF R6    | 2    | 7º      |
| 9  | Galang Hendra Pratama | bLU cRU WorldSSP by MS Racing | Yamaha YZF R6    | 1    | 18º     |
| 52 | Patrick Hobelsberger  | Dynavolt Honda                | Honda CBR600RR   | 0    | 19º     |
| 61 | Can Öncü              | Turkish Racing                | Kawasaki ZX-6R   | 0    | 15º     |

## Supersport 300 gara 1

### Arrivati al traguardo
| Pos. | Nº | Pilota                 | Squadra                          | Motocicletta       | Giri | Tempo     | Griglia | Punti |
| ---- | -- | ---------------------- | -------------------------------- | ------------------ | ---- | --------- | ------- | ----- |
| 1º   | 69 | Tom Booth-Amos         | RT Motorsports by SKM - Kawasaki | Kawasaki Ninja 400 | 10   | 21'45.823 | 1º      | 25    |
| 2º   | 46 | Samuel Di Sora         | Leader Team Flembbo              | Kawasaki Ninja 400 | 10   | +6.336    | 10º     | 20    |
| 3º   | 43 | Marc García            | 2R Racing                        | Kawasaki Ninja 400 | 10   | +6.391    | 8º      | 16    |
| 4º   | 8  | Mika Pérez             | Prodina Ircos                    | Kawasaki Ninja 400 | 10   | +6.596    | 12º     | 13    |
| 5º   | 6  | Jeffrey Buis           | MTM Kawasaki Motoport            | Kawasaki Ninja 400 | 10   | +15.200   | 13º     | 11    |
| 6º   | 27 | Filippo Rovelli        | Kawasaki ParkinGO                | Kawasaki Ninja 400 | 10   | +16.125   | 14º     | 10    |
| 7º   | 19 | Víctor Rodríguez       | EAB Ten Kate Racing              | Yamaha YZF-R3      | 10   | +16.388   | 33º     | 9     |
| 8º   | 17 | Koen Meuffels          | MTM Kawasaki Motoport            | Kawasaki Ninja 400 | 10   | +16.469   | 18º     | 8     |
| 9º   | 54 | Bahattin Sofuoğlu      | Biblion Motoxracing Yamaha       | Yamaha YZF-R3      | 10   | +16.810   | 31º     | 7     |
| 10º  | 7  | Johan Gimbert          | GP Project                       | Kawasaki Ninja 400 | 10   | +18.331   | 22º     | 6     |
| 11º  | 87 | Eliton Gohara Kawakami | Yamaha MS Racing                 | Yamaha YZF-R3      | 10   | +20.798   | 24º     | 5     |
| 12º  | 15 | Alfonso Coppola        | Kawasaki GP Project              | Kawasaki Ninja 400 | 10   | +26.823   | 11º     | 4     |
| 13º  | 95 | Scott Deroue           | MTM Kawasaki Motoport            | Kawasaki Ninja 400 | 10   | +31.150   | 29º     | 3     |
| 14º  | 64 | Hugo De Cancellis      | Team Trasimeno                   | Yamaha YZF-R3      | 10   | +32.423   | 32º     | 2     |
| 15º  | 83 | Meikon Kawakami        | Brasil AD 78                     | Yamaha YZF-R3      | 10   | +32.602   | 27º     | 1     |
| 16º  | 45 | Felipe Macan           | Brasil AD 78                     | Yamaha YZF-R3      | 10   | +32.673   | 25º     |       |
| 17º  | 42 | Iker García            | Alarxa Team Pons                 | Kawasaki Ninja 400 | 10   | +32.701   | 28º     |       |
| 18º  | 85 | Kevin Sabatucci        | Kawasaki GP Project              | Kawasaki Ninja 400 | 10   | +34.500   | 21º     |       |
| 19º  | 75 | Francesc Perez         | ETG Racing                       | Yamaha YZF-R3      | 10   | +36.258   | 26º     |       |
| 20º  | 10 | Unai Orradre           | Yamaha MS Racing                 | Yamaha YZF-R3      | 10   | +36.545   | 5º      |       |
| 21º  | 26 | Mirko Gennai           | BrCorse                          | Yamaha YZF-R3      | 10   | +43.278   | 34º     |       |
| 22º  | 73 | José Pérez González    | Machado Came SBK                 | Yamaha YZF-R3      | 10   | +44.121   | 23º     |       |
| 23º  | 2  | Alejandro Carrión      | Smrz Racing - Willi Race         | Kawasaki Ninja 400 | 10   | +1'01.569 | 19º     |       |
| 24º  | 78 | Daniel Mogeda          | Outdo Kawasaki TPR               | Kawasaki Ninja 400 | 10   | +1'07.546 | 17º     |       |
| 25º  | 25 | Alan Kroh              | Yamaha MS Racing                 | Yamaha YZF-R3      | 10   | +1'07.923 | 6º      |       |
| 26º  | 80 | Gabriele Mastroluca    | GP Project                       | Kawasaki Ninja 400 | 10   | +1'12.357 | 35º     |       |
| 27º  | 61 | Yuta Okaya             | MTM Kawasaki Motoport            | Kawasaki Ninja 400 | 10   | +1'12.910 | 2º      |       |
| 28º  | 99 | Adrián Huertas         | ProGP Racing                     | Yamaha YZF-R3      | 9    | +1 giro   | 9º      |       |
| 29º  | 81 | Ángel Heredia          | Deza-Ismabon Racing              | Kawasaki Ninja 400 | 7    | +3 giri   | 7º      |       |

### Ritirati
| Nº | Pilota         | Squadra                                | Motocicletta       | Giri | Griglia |
| -- | -------------- | -------------------------------------- | ------------------ | ---- | ------- |
| 84 | Kim Aloisi     | ProGP Racing                           | Yamaha YZF-R3      | 5    | 16º     |
| 88 | Bruno Ieraci   | Kawasaki GP Project                    | Kawasaki Ninja 400 | 3    | 4º      |
| 58 | Iñigo Iglesias | Scuderia Maranga Racing                | Kawasaki Ninja 400 | 2    | 15º     |
| 22 | Mykyta Kalinin | Battley-RT Motorsports by SKM-Kawasaki | Kawasaki Ninja 400 | 1    | 20º     |
| 9  | Paolo Grassia  | Chiodo Moto Racing                     | Kawasaki Ninja 400 | 0    | 3º      |

## Supersport 300 gara 2

### Arrivati al traguardo
| Pos. | Nº | Pilota                 | Squadra                                | Motocicletta       | Giri | Tempo     | Griglia | Punti |
| ---- | -- | ---------------------- | -------------------------------------- | ------------------ | ---- | --------- | ------- | ----- |
| 1º   | 61 | Yuta Okaya             | MTM Kawasaki Motoport                  | Kawasaki Ninja 400 | 10   | 19'33.430 | 2º      | 25    |
| 2º   | 95 | Scott Deroue           | MTM Kawasaki Motoport                  | Kawasaki Ninja 400 | 10   | +0.045    | 29º     | 20    |
| 3º   | 6  | Jeffrey Buis           | MTM Kawasaki Motoport                  | Kawasaki Ninja 400 | 10   | +0.161    | 13º     | 16    |
| 4º   | 17 | Koen Meuffels          | MTM Kawasaki Motoport                  | Kawasaki Ninja 400 | 10   | +0.239    | 19º     | 13    |
| 5º   | 83 | Meikon Kawakami        | Brasil AD 78                           | Yamaha YZF-R3      | 10   | +0.292    | 27º     | 11    |
| 6º   | 58 | Iñigo Iglesias         | Scuderia Maranga Racing                | Kawasaki Ninja 400 | 10   | +0.343    | 15º     | 10    |
| 7º   | 64 | Hugo De Cancellis      | Team Trasimeno                         | Yamaha YZF-R3      | 10   | +0.697    | 31º     | 9     |
| 8º   | 22 | Mykyta Kalinin         | Battley-RT Motorsports by SKM-Kawasaki | Kawasaki Ninja 400 | 10   | +0.773    | 21º     | 8     |
| 9º   | 99 | Adrián Huertas         | ProGP Racing                           | Yamaha YZF-R3      | 10   | +1.221    | 9º      | 7     |
| 10º  | 54 | Bahattin Sofuoğlu      | Biblion Motoxracing Yamaha             | Yamaha YZF-R3      | 10   | +1.259    | 30º     | 6     |
| 11º  | 46 | Samuel Di Sora         | Leader Team Flembbo                    | Kawasaki Ninja 400 | 10   | +1.455    | 10º     | 5     |
| 12º  | 78 | Daniel Mogeda          | Outdo Kawasaki TPR                     | Kawasaki Ninja 400 | 10   | +2.007    | 17º     | 4     |
| 13º  | 8  | Mika Pérez             | Prodina Ircos                          | Kawasaki Ninja 400 | 10   | +2.032    | 12º     | 3     |
| 14º  | 81 | Ángel Heredia          | Deza-Ismabon Racing                    | Kawasaki Ninja 400 | 10   | +2.085    | 7º      | 2     |
| 15º  | 9  | Paolo Grassia          | Chiodo Moto Racing                     | Kawasaki Ninja 400 | 10   | +2.318    | 3º      | 1     |
| 16º  | 25 | Alan Kroh              | Yamaha MS Racing                       | Yamaha YZF-R3      | 10   | +2.549    | 6º      |       |
| 17º  | 15 | Alfonso Coppola        | Kawasaki GP Project                    | Kawasaki Ninja 400 | 10   | +3.337    | 11º     |       |
| 18º  | 19 | Víctor Rodríguez       | EAB Ten Kate Racing                    | Yamaha YZF-R3      | 10   | +10.316   | 32º     |       |
| 19º  | 26 | Mirko Gennai           | BrCorse                                | Yamaha YZF-R3      | 10   | +12.808   | 33º     |       |
| 20º  | 43 | Marc García            | 2R Racing                              | Kawasaki Ninja 400 | 10   | +12.834   | 8º      |       |
| 21º  | 75 | Francesc Perez         | ETG Racing                             | Yamaha YZF-R3      | 10   | +13.094   | 26º     |       |
| 22º  | 42 | Iker García            | Alarxa Team Pons                       | Kawasaki Ninja 400 | 10   | +13.334   | 28º     |       |
| 23º  | 73 | José Pérez González    | Machado Came SBK                       | Yamaha YZF-R3      | 10   | +14.130   | 35º     |       |
| 24º  | 45 | Felipe Macan           | Brasil AD 78                           | Yamaha YZF-R3      | 10   | +14.147   | 25º     |       |
| 25º  | 10 | Unai Orradre           | Yamaha MS Racing                       | Yamaha YZF-R3      | 10   | +23.266   | 5º      |       |
| 26º  | 80 | Gabriele Mastroluca    | GP Project                             | Kawasaki Ninja 400 | 10   | +39.288   | 34º     |       |
| 27º  | 87 | Eliton Gohara Kawakami | Yamaha MS Racing                       | Yamaha YZF-R3      | 10   | +43.244   | 24º     |       |

### Ritirati
| Nº | Pilota            | Squadra                          | Motocicletta       | Giri | Griglia |
| -- | ----------------- | -------------------------------- | ------------------ | ---- | ------- |
| 69 | Tom Booth-Amos    | RT Motorsports by SKM - Kawasaki | Kawasaki Ninja 400 | 9    | 1º      |
| 88 | Bruno Ieraci      | Kawasaki GP Project              | Kawasaki Ninja 400 | 9    | 4º      |
| 27 | Filippo Rovelli   | Kawasaki ParkinGO                | Kawasaki Ninja 400 | 3    | 14º     |
| 85 | Kevin Sabatucci   | Kawasaki GP Project              | Kawasaki Ninja 400 | 0    | 22º     |
| 84 | Kim Aloisi        | ProGP Racing                     | Yamaha YZF-R3      | 0    | 16º     |
| 7  | Johan Gimbert     | GP Project                       | Kawasaki Ninja 400 | 0    | 23º     |
| 2  | Alejandro Carrión | Smrz Racing - Willi Race         | Kawasaki Ninja 400 | 0    | 20º     |